# Aegialomys
Az Aegialomys az emlősök (Mammalia) osztályának rágcsálók (Rodentia) rendjébe, ezen belül a hörcsögfélék (Cricetidae) családjába tartozó nem.
Az Aegialomys-fajokat korábban az Oryzomys nembe sorolták.

## Rendszerezés
A nembe az alábbi 2 faj tartozik:
- Aegialomys galapagoensis (Waterhouse, 1839) - korábban Oryzomys galapagoensis
- Aegialomys xanthaeolus (Thomas, 1894) - típusfaj; korábban Oryzomys xanthaeolus